# Danh sách tài liệu công bố bởi WikiLeaks
Danh sách này không đầy đủ, bạn cũng có thể giúp mở rộng danh sách.
Từ năm 2006, trang web lưu trữ tài liệu WikiLeaks đã xuất bản các tài liệu đăng lên ẩn danh. Các tài liệu này vốn không được công bố cho công chúng.

## 2006–08
WikiLeaks đăng tài liệu đầu tiên vào tháng 12 năm 2006, một quyết định ám sát các quan chức chính phủ Somali do thủ lĩnh phiến quân Sheikh Hassan Dahir Aweys ký. Vào tháng 8 năm 2007, tờ The Guardian đăng một câu chuyện về tham nhũng của gia đình cựu lãnh đạo Kenya Daniel arap Moi dựa trên thông tin được cung cấp qua WikiLeaks. Vào tháng 11 năm 2007, bản sao tháng 3 năm 2003 của Quy trình hoạt động tiêu chuẩn cho Trại Delta trình bày chi tiết quy trình của Quân đội Hoa Kỳ tại trại giam Vịnh Guantanamo đã được phát hành. Tài liệu tiết lộ rằng một số tù nhân đã vượt quá giới hạn của Ủy ban Chữ thập đỏ Quốc tế, điều mà quân đội Mỹ trong quá khứ đã nhiều lần phủ nhận. Vào tháng 2 năm 2008, WikiLeaks đưa ra cáo buộc về các hoạt động bất hợp pháp tại chi nhánh Quần đảo Cayman của Ngân hàng Thụy Sĩ Julius Baer, dẫn đến việc ngân hàng này kiện WikiLeaks và nhận được lệnh tạm thời đình chỉ hoạt động của wikileaks.org. Thẩm phán California đã yêu cầu nhà cung cấp dịch vụ của WikiLeaks chặn tên miền của trang web (wikileaks.org) vào ngày 18 tháng 2 năm 2008, mặc dù ngân hàng chỉ muốn xóa tài liệu nhưng WikiLeaks đã không thể nêu tên một liên hệ. Trang web ngay lập tức được phản ánh bởi những người ủng hộ và cuối tháng đó, thẩm phán đã lật lại quyết định trước đó của mình với lý do các mối quan tâm và câu hỏi của Tu chính án thứ nhất về thẩm quyền pháp lý. Vào tháng 3 năm 2008, WikiLeaks xuất bản thứ mà họ gọi là "'kinh thánh' bí mật được thu thập của Khoa học giáo ", và ba ngày sau nhận được thư đe dọa kiện họ vi phạm bản quyền. Vào tháng 9 năm 2008, trong chiến dịch tranh cử tổng thống Hoa Kỳ năm 2008, nội dung của một tài khoản Yahoo của Sarah Palin (người bạn tranh cử của ứng cử viên tổng thống đảng Cộng hòa John McCain) đã được đăng trên WikiLeaks sau khi bị các thành viên của một nhóm được biết đến với cái tên Anonymous xâm nhập. Vào tháng 11 năm 2008, danh sách thành viên của Đảng Quốc gia Anh cực hữu đã được đăng lên WikiLeaks, sau khi xuất hiện chớp nhoáng trên một weblog. Một năm sau, vào tháng 10 năm 2009, một danh sách khác của các thành viên BNP đã bị rò rỉ.

## 2009
Vào tháng 1 năm 2009, WikiLeaks đã công bố 86 đoạn ghi âm cuộc điện thoại của các chính trị gia và doanh nhân Peru liên quan đến vụ bê bối dầu mỏ Peru năm 2008. Trong tháng 2, WikiLeaks đã công bố 6.780 báo cáo của Dịch vụ Nghiên cứu Quốc hội  theo sau vào tháng 3 là danh sách những người đóng góp cho chiến dịch thượng nghị sĩ Norm Coleman và một bộ tài liệu thuộc Ngân hàng Barclays đã bị yêu cầu xóa khỏi trang web. của The Guardian. Vào tháng 7, nó đã công bố một báo cáo liên quan đến một vụ tai nạn hạt nhân nghiêm trọng xảy ra tại cơ sở hạt nhân Natanz của Iran vào năm 2009. Các báo cáo sau đó cho rằng vụ tai nạn có liên quan đến sâu máy tính Stuxnet. Vào tháng 9, các tài liệu nội bộ từ Ngân hàng Kaupthing đã bị rò rỉ, ngay từ trước khi khu vực ngân hàng Iceland sụp đổ, vốn đã gây ra cuộc khủng hoảng tài chính Iceland 2008–2012. Tài liệu cho thấy rằng một số tiền lớn đáng ngờ đã được cho các chủ nhân khác nhau của ngân hàng vay và các khoản nợ lớn đã được xóa sổ. Vào tháng 10, Giao thức Dịch vụ Chung 440, một tài liệu của Anh tư vấn cho các dịch vụ bảo mật về cách tránh các tài liệu bị rò rỉ, đã được WikiLeaks công bố. Cuối tháng đó, công ty thông báo rằng công ty hàng hóa Trafigura đang sử dụng lệnh cấm để ngăn The Guardian (London) đưa tin về một tài liệu nội bộ bị rò rỉ liên quan đến sự cố bán phá giá chất độc ở Côte d'Ivoire. Vào tháng 11, nó lưu trữ các bản sao thư điện tử giữa các nhà khoa học khí hậu, mặc dù ban đầu chúng không bị rò rỉ cho WikiLeaks. Nó cũng phát hành 570.000 lần chặn tin nhắn máy nhắn tin được gửi vào ngày xảy ra vụ tấn công 11 tháng 9. Trong suốt năm 2008 và 2009, WikiLeaks đã công bố danh sách các địa chỉ web bị cấm hoặc bất hợp pháp cho Úc, Đan Mạch và Thái Lan. Những trang này ban đầu được tạo ra để ngăn chặn việc truy cập nội dung khiêu dâm trẻ em và khủng bố, nhưng rò rỉ cho thấy rằng các trang web khác có các chủ đề không liên quan cũng được liệt kê.

## 2010

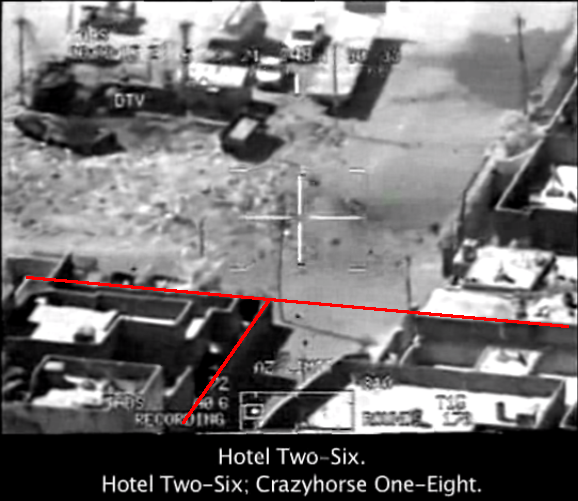
Cảnh quay bằng máy quay về cuộc không kích ngày 12 tháng 7 năm 2007 tại Baghdad, cho thấy trực thăng của Mỹ giết hại Namir Noor-Eldeen và hàng chục thường dân khác.

Vào giữa tháng 2 năm 2010, WikiLeaks nhận được một bức điện ngoại giao bị rò rỉ từ Đại sứ quán Hoa Kỳ tại Reykjavik liên quan đến vụ bê bối Icesave, mà họ đã công bố vào ngày 18 tháng Hai. Cáp, được gọi là Reykjavik 13, là tài liệu đầu tiên trong số các tài liệu mật mà WikiLeaks công bố trong số những tài liệu được cho là do Binh nhì Chelsea Manning của Quân đội Hoa Kỳ cung cấp cho họ. Vào tháng 3 năm 2010, WikiLeaks đã phát hành một Báo cáo phân tích phản gián của Bộ Quốc phòng Hoa Kỳ dài 32 trang được viết vào tháng 3 năm 2008 thảo luận về việc WikiLeaks bị rò rỉ tài liệu và cách thức ngăn chặn nó. Vào tháng 4, một đoạn video tuyệt mật về cuộc không kích Baghdad ngày 12 tháng 7 năm 2007 đã được công bố, cho thấy hai nhân viên của Reuters bị bắn, sau khi các phi công nhầm tưởng những người này đang mang vũ khí, thực tế là máy ảnh. Sau khi những người đàn ông bị giết, đoạn video cho thấy lực lượng Hoa Kỳ bắn vào một chiếc xe tải của gia đình đang dừng lại để nhặt xác. Báo chí đưa tin về con số thiệt mạng trong các vụ tấn công thay đổi từ 12 đến "trên 18". Trong số những người thiệt mạng có hai nhà báo và hai trẻ em cũng bị thương. Trong tuần sau khi phát hành, "wikileaks" là cụm từ tìm kiếm có mức tăng trưởng đáng kể nhất trên toàn thế giới trong bảy ngày qua theo đánh giá của Google Insights. Vào tháng 6 năm 2010, Manning bị bắt sau khi bị cáo buộc rằng nhật ký trò chuyện được trao cho chính quyền Hoa Kỳ bởi cựu hacker Adrian Lamo, người mà cô đã tâm sự. Manning được cho là đã nói với Lamo rằng cô đã làm rò rỉ đoạn video "Vụ giết người không định trước", cùng với đoạn video về cuộc không kích Granai và khoảng 260.000 bức điện ngoại giao, cho WikiLeaks.
Vào tháng 7, WikiLeaks đã phát hành hơn 91.000 tài liệu liên quan đến cuộc chiến ở Afghanistan từ năm 2004 đến cuối năm 2009 cho các ấn phẩm The Guardian, The New York Times và Der Spiegel. Sau vụ rò rỉ thông tin liên quan đến Chiến tranh Afghanistan, vào tháng 10 năm 2010, khoảng 400.000 tài liệu liên quan đến Chiến tranh Iraq đã được phát hành. BBC dẫn lời Bộ Quốc phòng Mỹ gọi Nhật ký Chiến tranh Iraq là "vụ rò rỉ tài liệu mật lớn nhất trong lịch sử nước này". Phương tiện truyền thông đưa tin về các tài liệu bị rò rỉ nhấn mạnh tuyên bố rằng chính phủ Mỹ đã phớt lờ các báo cáo về việc tra tấn của chính quyền Iraq trong thời gian sau cuộc chiến năm 2003.
Sau cuộc diễu hành Tình yêu giẫm đạp ở Duisburg, Đức, vào ngày 24 tháng 7 năm 2010, một người dân địa phương đã công bố tài liệu nội bộ của chính quyền thành phố về kế hoạch của Cuộc diễu hành tình yêu. Chính quyền thành phố đã phản ứng bằng cách đảm bảo một lệnh tòa án vào ngày 16 tháng 8 buộc xóa các tài liệu khỏi trang web mà nó được lưu trữ. Vào ngày 20 tháng 8 năm 2010, WikiLeaks đã phát hành một ấn phẩm mang tên Tài liệu kế hoạch Loveparade 2010 Duisburg, 2007–2010, bao gồm 43 tài liệu nội bộ liên quan đến Cuộc diễu hành tình yêu 2010.

## 2011–2015

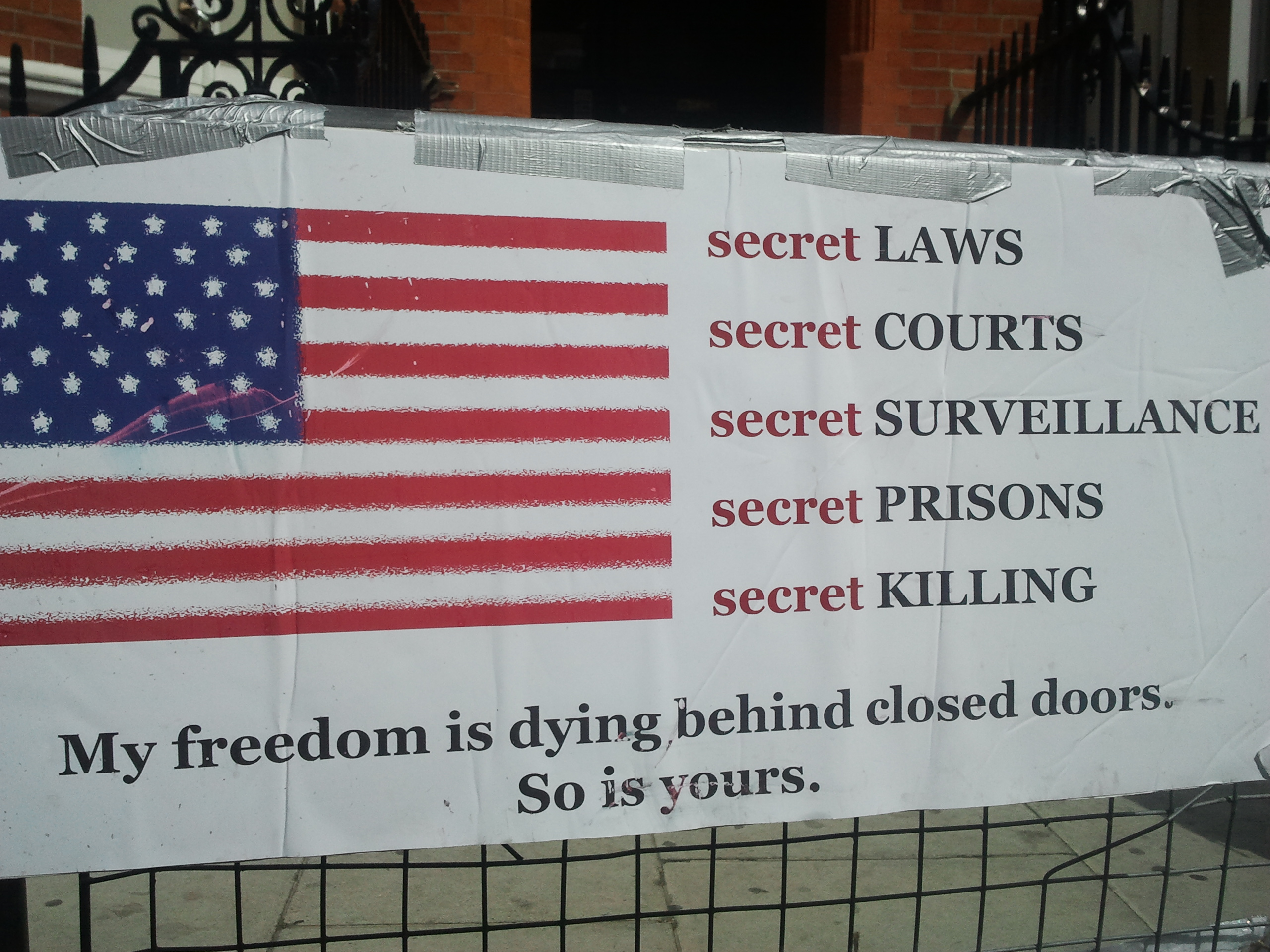
Placard trước Đại sứ quán Ecuador, London, ngày 22 tháng 8 năm 2012

Cuối tháng 4 năm 2011, các hồ sơ liên quan đến nhà tù Guantanamo đã được công bố. Vào tháng 12 năm 2011, WikiLeaks bắt đầu phát hành Tập tin gián điệp. Vào ngày 27 tháng 2 năm 2012, WikiLeaks bắt đầu công bố hơn năm triệu email từ công ty "tình báo toàn cầu" có trụ sở tại Texas, Stratfor. Vào ngày 5 tháng 7 năm 2012, WikiLeaks bắt đầu xuất bản Hồ sơ Syria (email từ các nhân vật chính trị Syria 2006–2012). Vào ngày 25 tháng 10 năm 2012, WikiLeaks bắt đầu xuất bản Chính sách về Người bị giam giữ, các hồ sơ bao gồm các quy tắc và thủ tục đối với những người bị giam giữ trong quân đội Hoa Kỳ. Vào tháng 4 năm 2013, WikiLeaks đã xuất bản hơn 1.7 hàng triệu tài liệu ngoại giao và tình báo của Hoa Kỳ từ những năm 1970, bao gồm cả các bức điện của Kissinger.
Năm 2013, tổ chức này đã hỗ trợ Edward Snowden (người chịu trách nhiệm về vụ tiết lộ giám sát hàng loạt năm 2013) rời khỏi Hồng Kông. Sarah Harrison, một nhà hoạt động của WikiLeaks, đã đi cùng Snowden trên chuyến bay. Scott Shane của The New York Times tuyên bố rằng sự tham gia của WikiLeaks "cho thấy rằng mặc dù đội ngũ nhân viên ít ỏi của nó, việc huy động vốn hạn chế từ sự tẩy chay của các công ty tài chính lớn và việc đào ngũ do những rắc rối cá nhân và phong cách mài mòn của ông Assange, nó vẫn là một lực lượng để được tính đến trên trường toàn cầu. " 
Vào tháng 9 năm 2013, WikiLeaks đã xuất bản " Spy Files 3 ", 250 tài liệu từ hơn 90 công ty giám sát. Vào ngày 13 tháng 11 năm 2013, dự thảo chương Quyền sở hữu trí tuệ của Hiệp định Đối tác xuyên Thái Bình Dương đã được WikiLeaks xuất bản. Vào ngày 10 tháng 6 năm 2015, WikiLeaks đã công bố bản dự thảo về Phụ lục Minh bạch về Chăm sóc Sức khỏe của Đối tác Xuyên Thái Bình Dương, cùng với lập trường đàm phán của mỗi quốc gia. Vào ngày 19 tháng 6 năm 2015, WikiLeaks bắt đầu xuất bản Cáp Ả Rập Xê Út: hơn nửa triệu bức điện và các tài liệu khác từ Bộ Ngoại giao Ả Rập Xê Út chứa thông tin liên lạc bí mật từ các Đại sứ quán Ả Rập Xê Út trên khắp thế giới.
Vào ngày 23 tháng 6 năm 2015, WikiLeaks công bố các tài liệu dưới tên "Espionnage Élysée", cho thấy NSA đã theo dõi chính phủ Pháp, bao gồm nhưng không giới hạn Tổng thống khi đó là Francois Hollande và những người tiền nhiệm của ông là Nicolas Sarkozy và Jacques Chirac. Vào ngày 29 tháng 6 năm 2015, WikiLeaks đã công bố thêm các cuộc mật thám hàng đầu của NSA liên quan đến Pháp, kể chi tiết về một vụ gián điệp kinh tế chống lại các công ty và hiệp hội của Pháp. Vào tháng 7/2015, WikiLeaks công bố các tài liệu cho thấy NSA đã nghe lén điện thoại của nhiều bộ liên bang Đức, bao gồm cả của Thủ tướng Angela Merkel, trong nhiều năm kể từ những năm 1990. Vào ngày 4 tháng 7 năm 2015, WikiLeaks công bố các tài liệu cho thấy 29 nhân vật trong chính phủ Brazil đã được NSA lựa chọn cho hoạt động gián điệp bí mật. Trong số các mục tiêu có Tổng thống Dilma Rousseff, nhiều trợ lý và cố vấn, máy bay tổng thống của bà và các nhân vật chủ chốt khác trong chính phủ Brazil.

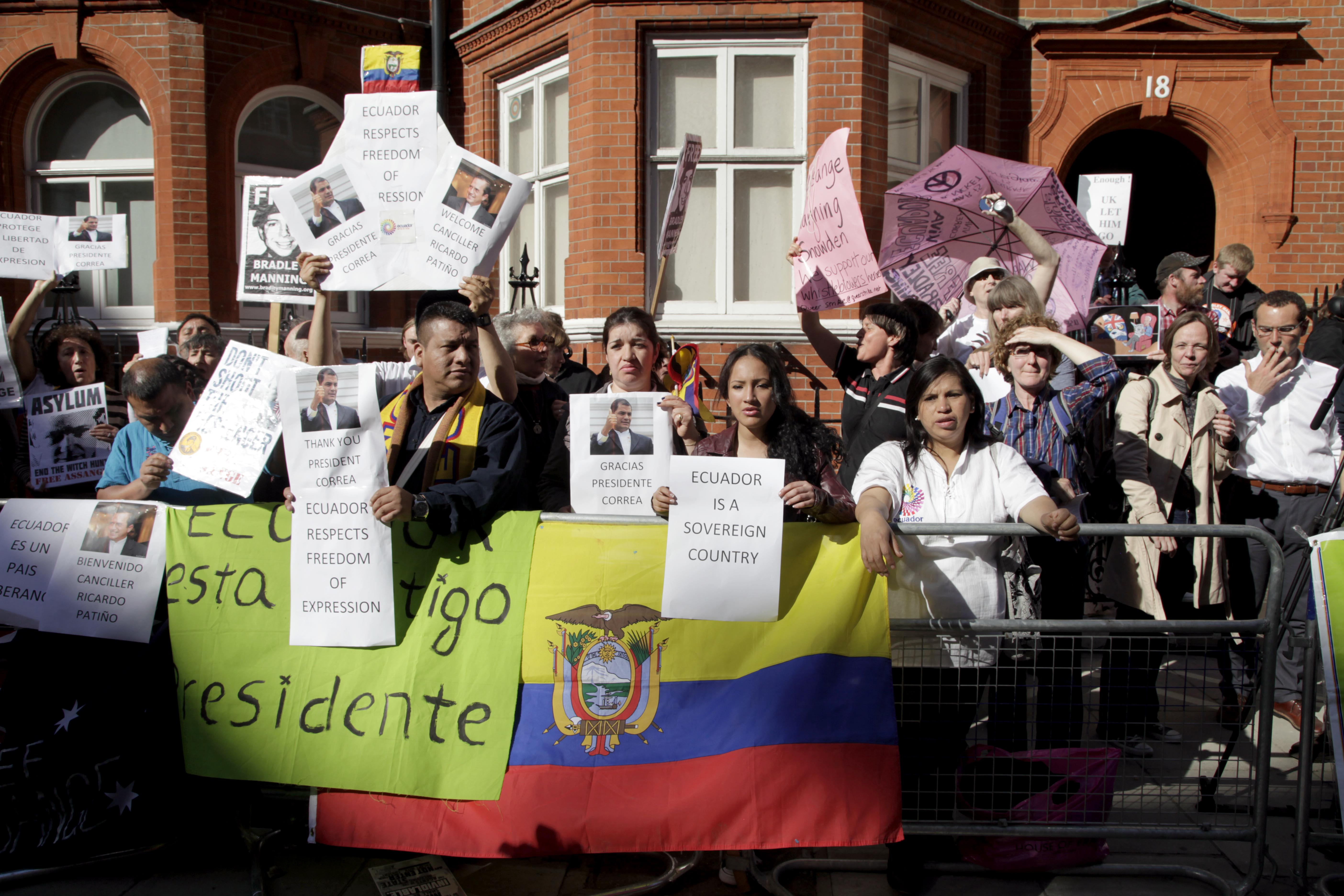
Những người ủng hộ WikiLeaks biểu tình trước đại sứ quán Ecuador ở London

Vào ngày 29 tháng 7 năm 2015, WikiLeaks đã công bố một bức thư tuyệt mật từ Hội nghị Bộ trưởng Hiệp định Đối tác Xuyên Thái Bình Dương (TPP) vào tháng 12 năm 2013, trong đó minh họa quan điểm của các nước đàm phán về " doanh nghiệp nhà nước " (SOEs). Vào ngày 31 tháng 7 năm 2015, WikiLeaks công bố các vụ đánh chặn bí mật và danh sách mục tiêu liên quan cho thấy NSA đã theo dõi chính phủ Nhật Bản, bao gồm Nội các và các công ty Nhật Bản như Mitsubishi và Mitsui. Các tài liệu tiết lộ rằng hoạt động gián điệp của Hoa Kỳ chống lại Nhật Bản liên quan đến các phần thông tin liên lạc rộng rãi về mối quan hệ ngoại giao Mỹ-Nhật và quan điểm của Nhật Bản về các vấn đề biến đổi khí hậu, ngoài việc giám sát sâu rộng nền kinh tế Nhật Bản. Vào ngày 21 tháng 10 năm 2015, WikiLeaks đã công bố một số email của John O. Brennan, bao gồm một bản thảo đơn đăng ký bảo mật chứa thông tin cá nhân.

## 2016
Trong các cuộc bầu cử sơ bộ tổng thống của Đảng Dân chủ Hoa Kỳ năm 2016, WikiLeaks đã lưu trữ các email do ứng cử viên tổng thống Hillary Clinton gửi hoặc nhận từ máy chủ thư cá nhân của bà khi bà còn là Ngoại trưởng. Các email đã được Bộ Ngoại giao Hoa Kỳ công bố theo yêu cầu Tự do thông tin vào tháng 2 năm 2016. WikiLeaks cũng tạo ra một công cụ tìm kiếm cho phép công chúng tìm kiếm thông qua các email của Clinton. Các email được chọn theo mức độ liên quan của chúng với Chiến tranh Iraq và dường như đã được tính trước thời điểm phát hành báo cáo Điều tra về Iraq của chính phủ Anh. Các email là một điểm thảo luận chính trong cuộc bầu cử tổng thống Hoa Kỳ năm 2016, đòi hỏi một cuộc điều tra của FBI, trong đó quyết định rằng Clinton đã "cực kỳ bất cẩn" nhưng khuyến cáo rằng không có cáo buộc nào chống lại bà.
Vào ngày 19 tháng 7 năm 2016, để đối phó với các cuộc thanh trừng của chính phủ Thổ Nhĩ Kỳ sau âm mưu đảo chính, WikiLeaks đã công bố 294.548 email từ đảng Công lý và Phát triển (AKP) cầm quyền của Thổ Nhĩ Kỳ. Theo WikiLeaks, tài liệu mà họ cho là đợt đầu tiên từ "AKP Email", được lấy một tuần trước khi âm mưu đảo chính diễn ra ở nước này và "không liên quan đến các phần tử đằng sau âm mưu đảo chính theo bất kỳ cách nào. hoặc cho một đảng hoặc nhà nước đối thủ ". Sau khi WikiLeaks thông báo rằng họ sẽ phát hành các email, tổ chức này đã bị "tấn công liên tục" trong hơn 24 giờ. Sau vụ rò rỉ, chính phủ Thổ Nhĩ Kỳ đã ra lệnh phong tỏa trang web trên toàn quốc. WikiLeaks cũng đã tweet một liên kết đến cơ sở dữ liệu chứa thông tin nhạy cảm, chẳng hạn như Số nhận dạng Thổ Nhĩ Kỳ, khoảng 50 hàng triệu công dân Thổ Nhĩ Kỳ, bao gồm gần như mọi cử tri nữ ở Thổ Nhĩ Kỳ. Thông tin lần đầu tiên xuất hiện trực tuyến vào tháng 4 cùng năm và không nằm trong các tệp do WikiLeaks tải lên, mà nằm trong các tệp do Michael Best lưu trữ, người sau đó đã xóa nó khi dữ liệu cá nhân được phát hiện.
Vào ngày 22 tháng 7 năm 2016, WikiLeaks đã phát hành khoảng 20.000 email và 8.000 tệp do nhân viên của Ủy ban Quốc gia Dân chủ (DNC) gửi hoặc nhận. Một số email chứa thông tin cá nhân của các nhà tài trợ, bao gồm địa chỉ nhà và số An sinh xã hội. Các email khác dường như chỉ trích Bernie Sanders hoặc thể hiện sự thiên vị đối với Clinton trong các cuộc bầu cử sơ bộ. Vào tháng 7 năm 2016, Debbie Wasserman Schultz từ chức chủ tịch Ủy ban Quốc gia Dân chủ (DNC) vì các email do Wikileaks công bố cho thấy rằng DNC "thực sự là một cánh tay của Mrs. Chiến dịch của Clinton "và đã âm mưu phá hoại chiến dịch của Bernie Sander.
Vào ngày 7 tháng 10 năm 2016, WikiLeaks bắt đầu phát hành một loạt email và tài liệu được gửi từ hoặc nhận bởi người quản lý chiến dịch của Hillary Clinton, John Podesta, bao gồm các bài phát biểu trả tiền của Hillary Clinton cho các ngân hàng, bao gồm cả Goldman Sachs. BBC báo cáo rằng việc phát hành "không có khả năng làm giảm bớt lo ngại của các đảng viên Đảng Dân chủ tự do rằng cô ấy quá ấm cúng với Phố Wall". Theo một phát ngôn viên của chiến dịch tranh cử của Clinton, "Bằng cách đọc những thứ này hàng ngày WikiLeaks đang chứng minh rằng họ không là gì khác ngoài một cánh tay tuyên truyền của Điện Kremlin với một chương trình nghị sự chính trị thực hiện công việc bẩn thỉu của Vladimir Putin để giúp Donald Trump đắc cử."  Tờ New York Times đưa tin, khi được hỏi, Tổng thống Vladimir Putin trả lời rằng Nga đang bị cáo buộc gian dối. "Sự cuồng loạn chỉ là do thực tế là ai đó cần phải chuyển hướng sự chú ý của người dân Mỹ khỏi bản chất của những gì đã bị tin tặc vạch trần."
Vào ngày 17 tháng 10 năm 2016, WikiLeaks thông báo rằng một "đảng phái nhà nước" đã cắt đứt kết nối Internet của Julian Assange tại đại sứ quán Ecuador. WikiLeaks đổ lỗi cho Ngoại trưởng Hoa Kỳ John Kerry gây sức ép với chính phủ Ecuador trong việc cắt đứt mạng Internet của Assange, một cáo buộc mà Bộ Ngoại giao Hoa Kỳ phủ nhận. Chính phủ Ecuador tuyên bố rằng họ đã "tạm thời" cắt đứt kết nối Internet của Assange vì việc WikiLeaks phát hành các tài liệu "ảnh hưởng đến chiến dịch bầu cử Mỹ", mặc dù họ cũng tuyên bố rằng điều này không nhằm ngăn chặn WikiLeaks hoạt động.
Vào ngày 25 tháng 11 năm 2016, WikiLeaks phát hành email và tài liệu nội bộ cung cấp thông tin chi tiết về các hoạt động quân sự của Hoa Kỳ tại Yemen từ năm 2009 đến tháng 3 năm 2015. Trong một tuyên bố đi kèm với việc phát hành "Hồ sơ Yemen", Assange nói về sự tham gia của Mỹ vào cuộc chiến Yemen: "Cuộc chiến ở Yemen đã tạo ra 3,15 hàng triệu người trong nước mất nhà cửa và phải di cư. Mặc dù chính phủ Hoa Kỳ đã cung cấp hầu hết bom và tham gia sâu vào việc tiến hành cuộc chiến nhưng phóng sự về cuộc chiến bằng tiếng Anh rõ ràng là rất hiếm ".

## 2017
Vào ngày 16 tháng 2 năm 2017, WikiLeaks đã công bố một báo cáo có chủ đích về các đơn đặt hàng gián điệp của CIA (được đánh dấu là NOFORN) cho cuộc bầu cử tổng thống Pháp năm 2012. Lệnh yêu cầu cung cấp thông tin chi tiết về nguồn tài trợ của đảng, sự cạnh tranh nội bộ và thái độ trong tương lai đối với Hoa Kỳ. Hãng tin AP lưu ý rằng "các mệnh lệnh dường như đại diện cho việc thu thập thông tin tình báo tiêu chuẩn." 
Vào ngày 7 tháng 3 năm 2017, WikiLeaks bắt đầu xuất bản nội dung có tên mã là "Vault 7", mô tả nó chứa tài liệu nội bộ của CIA về "kho vũ khí khổng lồ" của họ về các công cụ hack bao gồm phần mềm độc hại, các dự án vi rút, khai thác " zero day " được vũ trang hóa và hệ thống điều khiển từ xa. Các tài liệu bị rò rỉ, từ năm 2013 đến năm 2016, nêu chi tiết khả năng của Cơ quan Tình báo Trung ương Hoa Kỳ (CIA) để thực hiện giám sát điện tử và chiến tranh mạng, chẳng hạn như khả năng xâm phạm ô tô, TV thông minh, trình duyệt web (bao gồm cả Google Chrome, Microsoft Edge, Mozilla Firefox, và Opera Software ASA), và các hệ điều hành của hầu hết các điện thoại thông minh (bao gồm cả của Apple 's iOS và Google ' s Android), cũng như khác hệ điều hành như Microsoft Windows, macOS và Linux.
Vào ngày 5 tháng 5 năm 2017, WikiLeaks đã đăng các liên kết đến các e-mail được cho là từ chiến dịch của Emmanuel Macron trong cuộc bầu cử tổng thống Pháp năm 2017. Các tài liệu đầu tiên được chuyển tiếp trên diễn đàn 4chan và các tài khoản Twitter ủng hộ Trump, và sau đó là WikiLeaks, người cho biết họ không phải tác giả của các rò rỉ. Một số chuyên gia đã nói rằng tài khoản Twitter WikiLeaks đóng một vai trò quan trọng trong việc công khai những rò rỉ thông qua hashtag #MacronLeaks chỉ khoảng ba giờ rưỡi sau khi tweet đầu tiên với hashtag xuất hiện. Chiến dịch tuyên bố rằng các tài liệu giả được trộn lẫn với tài liệu thật, và "tham vọng của các tác giả của vụ rò rỉ này rõ ràng là gây hại cho phong trào En Marche! Trong những giờ cuối cùng trước vòng hai của cuộc bầu cử tổng thống Pháp."  Ủy ban Bầu cử của Pháp mô tả hành động này là một "hành động vi phạm bản quyền quy mô lớn và có phối hợp."  Ủy ban Bầu cử của Pháp kêu gọi các nhà báo không đưa tin về nội dung rò rỉ, mà chú ý đến "tinh thần trách nhiệm mà họ phải thể hiện, vì sự tự do ngôn luận của cử tri và sự chân thành của cuộc bầu cử đang bị đe dọa."  Các chuyên gia an ninh mạng ban đầu tin rằng các nhóm có liên hệ với Nga đã tham gia vào cuộc tấn công này. Điện Kremlin phủ nhận mọi liên quan. Người đứng đầu cơ quan an ninh mạng của Pháp, ANSSI, sau đó nói rằng họ không có bằng chứng liên quan đến vụ hack với Nga, nói rằng vụ tấn công quá đơn giản, đến nỗi "chúng ta có thể tưởng tượng rằng đó là một người đã thực hiện điều này một mình. Họ có thể ở bất kỳ quốc gia nào. " 
Vào tháng 9 năm 2017, WikiLeaks phát hành "Spy Files Russia", tiết lộ "cách một công ty công nghệ có trụ sở tại St.Petersburg có tên là Peter-Service đã giúp các tổ chức nhà nước thu thập dữ liệu chi tiết về người dùng điện thoại di động Nga, một phần của hệ thống giám sát trực tuyến quốc gia có tên là System for Operative Investigative Activities (SORM). "  Nhà báo điều tra người Nga Andrei Soldatov nói rằng "có một số dữ liệu ở đây đáng được công bố. Bất cứ điều gì khiến mọi người nói về khả năng và hành động của Nga trong lĩnh vực này đều nên được coi là một bước phát triển tích cực ".

## 2019
Wikileaks đã công bố một email trong đó một thành viên giấu tên của nhóm điều tra vụ tấn công hóa học năm 2018 ở Douma (Syria) cáo buộc Tổ chức Cấm Vũ khí Hóa học (OPCW) che đậy sự khác biệt. Robert Fisk nói rằng các tài liệu do Wikileaks công bố chỉ ra rằng OPCW "đã ngăn cản hoặc không công bố, hoặc đơn giản là muốn phớt lờ, kết luận của 20 thành viên khác trong nhân viên của tổ chức, những người đã trở nên rất khó chịu với những gì họ coi là kết luận sai báo cáo cuối cùng mà họ chính thức tìm cách thay đổi nó để đại diện cho sự thật ". Người đứng đầu OPCW Fernando Arias mô tả vụ rò rỉ có chứa "quan điểm chủ quan" và đứng trên các kết luận ban đầu.
Vào ngày 12 tháng 11 năm 2019, WikiLeaks bắt đầu xuất bản cái mà họ gọi là Fishrot Files (tiếng Iceland: Samherjaskjölin), một bộ sưu tập hàng nghìn tài liệu và thông tin liên lạc qua email của nhân viên của một trong những công ty ngành cá lớn nhất Iceland, Samherji, cho thấy rằng công ty đã trả hàng trăm hàng triệu króna của Iceland cho các chính trị gia và quan chức cấp cao ở Namibia với mục tiêu đạt được hạn ngạch đánh bắt cá đáng mơ ước của đất nước này.

## Tuyên bố về những rò rỉ khác
Vào tháng 1 năm 2011, Rudolf Elmer, một cựu giám đốc ngân hàng Thụy Sĩ, đã chuyển dữ liệu chứa chi tiết tài khoản của 2.000 người nổi tiếng cho Assange, người đã tuyên bố rằng thông tin sẽ được kiểm tra trước khi công bố rộng rãi vào một ngày sau đó. Vào tháng 5 năm 2010, WikiLeaks cho biết họ đã có video quay cảnh cuộc thảm sát thường dân ở Afghanistan của quân đội Mỹ mà họ chuẩn bị tung ra. Trong một cuộc phỏng vấn với Chris Anderson vào ngày 19 tháng 7 năm 2010, Assange đã cho xem một tài liệu mà WikiLeaks có được về một giếng dầu ở Albania, và nói rằng họ cũng có tài liệu từ bên trong British Petroleum, và rằng họ đang "nhận được một số lượng lớn các tiết lộ của người tố giác có tầm cỡ rất cao "nhưng họ nói thêm rằng họ chưa thể xác minh và phát hành tài liệu vì họ không có đủ các nhà báo tình nguyện. Vào tháng 12 năm 2010, luật sư của Assange, Mark Stephens, nói với The Andrew Marr Show trên Đài truyền hình BBC rằng WikiLeaks có thông tin mà họ coi là "thiết bị nhiệt hạt nhân" mà họ sẽ tung ra nếu tổ chức cần tự vệ trước nhà chức trách.
Trong một cuộc phỏng vấn năm 2009 với tạp chí Computerworld, Assange tuyên bố sở hữu "5GB từ Bank of America ". Năm 2010, ông nói với tạp chí Forbes rằng WikiLeaks đang lên kế hoạch cho một "kế hoạch lớn" khác vào đầu năm 2011, từ khu vực tư nhân, liên quan đến "một ngân hàng lớn của Mỹ" và tiết lộ một "hệ sinh thái tham nhũng". Giá cổ phiếu của Bank of America giảm 3% dường như là kết quả của thông báo này. Assange nhận xét về tác động có thể có của việc phát hành rằng "nó có thể hạ gục một hoặc hai ngân hàng". Vào tháng 8 năm 2011, Reuters báo cáo rằng Daniel Domscheit-Berg đã phá hủy khoảng 3.000 bản đệ trình liên quan đến Bank of America (hầu hết trong số đó là "rác ngẫu nhiên"), vì lo ngại về việc Wikileaks bảo vệ các nguồn không đầy đủ. Tài khoản Twitter Wikileaks (được cho là do Assange kiểm soát) cho biết "năm gigabyte từ Ngân hàng Hoa Kỳ" đã bị xóa, nhưng Domscheit-Berg nói rằng anh ta chỉ tiêu hủy tài liệu nhận được sau cuộc phỏng vấn với Computerworld của Assange, và đưa ra khả năng Assange đã mất quyền truy cập vào tài liệu vì lỗi kỹ thuật trong hệ thống gửi của Wikileaks.
Vào tháng 10 năm 2010, Assange nói với một tờ báo lớn của Moscow rằng "Điện Kremlin đã chuẩn bị tốt hơn cho làn sóng tiết lộ sắp tới của WikiLeaks về Nga". Assange sau đó đã làm rõ: "Chúng tôi có tài liệu về nhiều doanh nghiệp và chính phủ, kể cả ở Nga. Không đúng khi nói rằng sẽ có một sự tập trung đặc biệt vào Nga ".